# Мовчан Олексій Тимофійович
Мовчан Олексій Тимофійович (нар. 4 лютого 1921, Новогорожене (Баштанський район) Миколаївської області — пом. 6 липня 1981) — кандидат педагогічних наук, з 1952 по 1975 декан фізико-математичного факультету та з 1975 проректор Миколаївського національного університету імені В. О. Сухомлинського.

## Біографія
Народився 4 лютого 1921 року в селі Новогорожене Баштанського району Миколаївської області в сім'ї селянина-бідняка. Школи в селі не було, і всі 10 років навчання Олексій Тимофійович щоденно ходив до Баштанської середньої школи № 3 за 12 км.
Після успішного закінчення школи він у 1938 році поступає на фізико-математичний факультет Миколаївського педагогічного інституту, вчиться добре, в 1941 році успішно закінчує третій курс, але почалася Німецько-радянська війна і Олексій Тимофійович Мовчан добровільно вступив до лав Радянської Армії. Коротка черга з німецького кулемета під самим Сталінградом зробила його назавжди калікою. Особливо були понівечені руки — не тільки писати, але й виконувати найпростішу роботу руками йому тоді було дуже важко. І тільки після впертих і дуже болісних вправ він знову навчився писати і виконувати іншу роботу.
Відразу після закінчення війни в 1945 році Олексій Тимофійович відновлює навчання на IV курсі фізмату. Працювати доводилося дуже багато — треба було надолужити знання і навички, які за чотири роки війни були втрачені, і при тому в дуже важких післявоєнних умовах. Але вже наступного року він успішно закінчує інститут і залишається в ньому, як асистент кафедри математики.
В 1970 році Олексій Тимофійович захистив в Москві кандидатську дисертацію на тему «Уроки математики з використанням технічних засобів оперативного зворотного зв'язку», ставши тим самим одним із перших в країні дипломованим спеціалістом вищої кваліфікації з нових інформаційних технологій. Ця робота була однією з перших на факультеті, яку було виконано цілком на технічній базі інституту і під науковим керівництвом фахівця інституту. Деякі публікації Олексія Тимофійовича були видані й за кордоном.
Встановивши своєрідний «рекорд» перебування на багатотрудному посту декана фізмату, в 1975 році О. Т. Мовчан перейшов на посаду проректора інституту з навчальної роботи. Але важка хвороба підступно звалила його з ніг напередодні відзначення 60-річчя з дня його народження та 35-річчя викладацької, науково-методичної та громадської роботи в інституті, і 6 липня 1981 року його не стало.